# Zaozierje (rejon rudniański)
Zaozierje (ros. Заозерье) – wieś (ros. деревня, trb. dieriewnia) w zachodniej Rosji, w osiedlu wiejskim Pieriewołoczskoje rejonu rudniańskiego w obwodzie smoleńskim.

## Geografia
Miejscowość położona jest nad południowym brzegu jeziora Bolszoje Rutawiecz, przy drodze regionalnej 66K-30 (Diemidow – Ponizowje – Zaozierje / 66K-28), 1 km od drogi regionalnej 66K-28 (Diemidow – Rudnia), 10 km od drogi federalnej R120 (Orzeł – Briańsk – Smoleńsk – Witebsk), 5 km od centrum administracyjnego osiedla wiejskiego (Pieriewołoczje), 10,5 km od centrum administracyjnego rejonu (Rudnia), 62,5 km od Smoleńska.
W granicach miejscowości znajdują się ulice: Centralnaja, Centralnyj pierieułok, Dacznaja, Ługowaja, Mirnaja, Oziornaja.

## Demografia
W 2010 r. miejscowość liczyła sobie 121 mieszkańców.